# Wilco Krimp
Wilco Krimp (Wilnis, 23 oktober 1983) is een Nederlands voormalig betaald voetballer. Hij speelde van juli 2006 tot juli 2010 voor FC Omniworld.
Krimp verruilde in 2006 Argon voor FC Omniworld. Na vier seizoenen keerde hij terug naar het amateurvoetbal bij IJsselmeervogels. Vandaaruit keerde hij in juli 2012 terug naar Argon.

## Spelerstatistieken
| seizoen | club         | land      | competitie     | wed. | goals |
| ------- | ------------ | --------- | -------------- | ---- | ----- |
| 2006/07 | FC Omniworld | Nederland | Eerste divisie | 26   | 2     |
| 2007/08 | FC Omniworld | Nederland | Eerste divisie | 35   | 3     |
| 2008/09 | FC Omniworld | Nederland | Eerste divisie | 34   | 0     |
| 2009/10 | FC Omniworld | Nederland | Eerste divisie | 32   | 2     |